# Xenaspis sikkimensis
Xenaspis sikkimensis är en tvåvingeart som beskrevs av Günther Enderlein 1924. Xenaspis sikkimensis ingår i släktet Xenaspis och familjen bredmunsflugor. Inga underarter finns listade i Catalogue of Life.